# Petr Trapp
Petr Trapp (ur. 6 grudnia 1985 w Moście) – czeski piłkarz grający na pozycji defensywnego pomocnika.
W czerwcu 2011 roku zadebiutował w reprezentacji Czech.